# شناسایی یک زن
شناسایی یک زن (ایتالیایی: Identificazione di una donna) فیلمی به کارگردانی میکل‌آنجلو آنتونیونی است که در سال ۱۹۸۲ منتشر شد. داستان فیلم دربارهٔ کارگردان ایتالیایی است که برای ساخت فیلم آینده خود در جستجوی بازیگر زن نقش اول فیلم است. این فیلم در بخش مسابقه جشنواره فیلم کن ۱۹۸۲ شرکت داشت و جایزه سی و پنجمین سالگرد جشنواره کن را از آن آنتونیونی کرد.

## بازیگران
- توماس میلیان
- کریستین بواسون
- لارا وندل
- ورونیکا لازار
- انریکا آنتونیونی
- مارسل بوزوفی
- آلساندرو روسپولی